# Mycosphaerella bolleana
Mycosphaerella bolleana är en svampart som beskrevs av B.B. Higgins 1921. Mycosphaerella bolleana ingår i släktet Mycosphaerella och familjen Mycosphaerellaceae.   Inga underarter finns listade i Catalogue of Life.